# Paralaxita orphna
Paralaxita orphna is een vlindersoort uit de familie van de prachtvlinders (Riodinidae), onderfamilie Nemeobiinae.
Paralaxita orphna werd in 1836 beschreven door Boisduval.
De soort staat op de Rode Lijst van de IUCN als "niet bedreigd" (Least Concern). Paralaxita orphna komt voor in Indonesië, Maleisië, Myanmar, de Filipijnen en Thailand.